# 매끄러운 함수
해석학에서 매끄러운 함수(영어: smooth function)는 무한 번 미분이 가능한 함수이다. {\displaystyle C^{\infty }} 함수로 표기하기도 한다.
만약 함수가 매끄럽고 모든 점에서의 테일러 급수 값이 함수값과 같을 경우에는 해석 함수가 된다.

## 함수의 미분가능성 계층
어떤 함수가 {\displaystyle k}번 미분가능하고 그 미분한 함수가 모두 연속일 경우, 그 함수를 {\displaystyle C^{k}} 함수라고 부른다. 예를 들어, {\displaystyle C^{0}}는 연속인 함수를 의미하며, {\displaystyle C^{1}}는 연속 미분 가능한 함수, 즉 미분 가능하고 도함수가 연속 함수인 함수를 의미한다.
함수가 무한 번 미분가능할 경우 {\displaystyle C^{\infty }}로 표기하며, 해석 함수일 경우는 {\displaystyle C^{\omega }}로 표기한다.
{\displaystyle C^{k}} 집합은 {\displaystyle C^{k+1}} 집합을 진부분집합으로 가지며, {\displaystyle C^{k+1}}에 속하지 않는 {\displaystyle C^{k}} 함수가 존재한다. 마찬가지로 {\displaystyle C^{k}}는 {\displaystyle C^{\infty }}를 진부분집합으로, {\displaystyle C^{\infty }}는 {\displaystyle C^{\omega }}를 진부분집합으로 가진다.

## 예

이면, 이면. 이지만 은 아닌 함수

{\displaystyle f(x)}가 {\displaystyle x}가 0 이상일 때 {\displaystyle f(x)=x}, 0보다 작을 때 {\displaystyle f(x)=0}일 경우, 이 함수는 연속함수이지만 {\displaystyle x=0}에서 미분값이 존재하지 않는다. 따라서 이 함수는 {\displaystyle C^{0}}이지만 {\displaystyle C^{1}}은 아니다.
{\displaystyle f(x)={\begin{cases}e^{-1/(1-x^{2})}&{\mbox{ if }}|x|<1,\\0&{\mbox{ otherwise }}\end{cases}}}

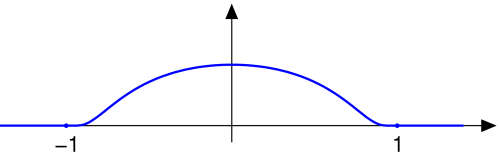
매끄럽지만 해석적이지는 않은 함수

인 함수는 무한 번 미분이 가능하므로 매끄러운 함수이다. 하지만 {\displaystyle x=\pm 1}일 때 해석적이지 않고, 따라서 이 함수는 해석함수는 아니다.

## 성질
유클리드 공간의 열린 집합 {\displaystyle U\subset \mathbb {R} ^{n}}에 대하여, {\displaystyle {\mathcal {C}}^{\infty }(U;\mathbb {R} )}가 {\displaystyle U} 위의 매끄러운 실수값 함수들의 집합이라고 하자.
이 공간 위에는 다음과 같은 일련의 반노름들이 주어진다. 모든 콤팩트 공간 {\displaystyle K\subset U} 및 다중 지표 {\displaystyle \alpha \in \mathbb {N} ^{n}}에 대하여,
{\displaystyle \|f\|_{K,\alpha }=\sup _{K}|\partial ^{\alpha }f|}
따라서, 이 반노름들을 사용하여 {\displaystyle {\mathcal {C}}^{\infty }(U;\mathbb {R} )} 위에 프레셰 공간의 구조를 줄 수 있다.